# Liste der Kulturgüter in Roggwil TG
Die Liste der Kulturgüter in Roggwil TG enthält alle Objekte in der Gemeinde Roggwil im Kanton Thurgau, die gemäss der Haager Konvention zum Schutz von Kulturgut bei bewaffneten Konflikten, dem Bundesgesetz vom 20. Juni 2014 über den Schutz der Kulturgüter bei bewaffneten Konflikten sowie der Verordnung vom 29. Oktober 2014 über den Schutz der Kulturgüter bei bewaffneten Konflikten unter Schutz stehen.
Objekte der Kategorien A und B sind vollständig in der Liste enthalten, Objekte der Kategorie C fehlen zurzeit (Stand: 1. Januar 2023).

## Kulturgüter
| Foto |                                                                          | Objekt                                       | Kat. | Typ | Standort                               | Beschreibung |
| ---- | ------------------------------------------------------------------------ | -------------------------------------------- | ---- | --- | -------------------------------------- | ------------ |
| ja   | Datei hochladen · Wikidata zu Schloss Mammertshofen (Q1466642)           | Schloss Mammertshofen KGS-Nr.: 05142         | A    | G   | Mammertshofen 1–1.4 747630 / 262271    |              |
| BW   | Datei hochladen · Wikidata zu Katholische Kirche St. Othmar (Q134602491) | Katholische Kirche St. Othmar KGS-Nr.: 03029 | B    | G   | Weinbergstrasse 7 747631 / 262693      |              |
| BW   | Datei hochladen · Wikidata zu Wohnhaus (Q134603376)                      | Wohnhaus KGS-Nr.: 03077                      | B    | G   | Esserswilerstrasse 2 747326 / 262909   |              |
| BW   | Datei hochladen · Wikidata zu Schulhaus, Wohnungen (Q134603494)          | Schulhaus, Wohnungen KGS-Nr.: 03438          | B    | G   | St. Gallerstrasse 58 747541 / 263024   |              |
| ja   | Datei hochladen · Wikidata zu Schloss Roggwil (Q29883259)                | Schloss Roggwil KGS-Nr.: 05143               | B    | G   | Schlossgässli 4 747398 / 262935        |              |
| ja   | Datei hochladen · Wikidata zu Reformierte Kirche (Q29883255)             | Reformierte Kirche KGS-Nr.: 05144            | B    | G   | St. Gallerstrasse 55.2 747494 / 262881 |              |
| ja   | Datei hochladen · Wikidata zu Gasthof Traube (Q29526850)                 | Gasthof Traube KGS-Nr.: 10225                | B    | G   | St. Gallerstrasse 68 747448 / 262898   |              |
| ja   | Datei hochladen · Wikidata zu Schloss Freihof (Q29883256)                | Schloss Freidorf KGS-Nr.: 13781              | B    | G   | Dorfstrasse 13 747629 / 261329         |              |
| ja   | Datei hochladen · Wikidata zu Bauernhaus (Q29883251)                     | Bauernhaus KGS-Nr.: 13782                    | B    | G   | Riedern 3 747454 / 264179              |              |
| ja   | Datei hochladen · Wikidata zu Ehemaliger Kehlhof (Q29883253)             | Ehemaliger Kehlhof KGS-Nr.: 13783            | B    | G   | Mallisdorf 3 747509 / 265107           |              |